# Comedy Central Extra
Comedy Central Extra é um canal europeu de televisão paga lançado no Reino Unido e na República da Irlanda em 2003. Uma versão holandesa foi lançada em 2011. Em 2012, uma versão do Comedy Central Extra foi lançada na Bósnia e Herzegovina, Croácia, Macedônia do Norte, Montenegro, Sérvia e Eslovênia (mais tarde substituído por Nicktoons). Em 2013 foi lançado na Romênia (mais tarde substituído pelo Comedy Central) e Bulgária, em 2014 na República Tcheca, Eslováquia, Hungria e em 2016 na Albânia.

## História
Em 1 de setembro de 2003, o canal foi lançado como Paramount Comedy 2 no Reino Unido e Irlanda em 1 de setembro de 2003 na Sky UK. Em 22 de setembro de 2003 também foi lançado na Telewest e em 15 de outubro de 2003, na NTL. O canal era originalmente um serviço denominado timeshift, oferecendo programas da Paramount Comedy em momentos diferentes. Mais tarde, começou a transmitir uma programação diferente da Paramount, geralmente britânica.
Em 17 de fevereiro de 2009, foi anunciado que Paramount Comedy 1 e Paramount Comedy 2 seriam renomeados como Comedy Central e Comedy Central Extra em 6 de abril de 2009 às 21 horas. A mudança de nome coincidiu com o lançamento de uma nova linha de programação que incluiu novos episódios de Two and a Half Men, The Office e South Park.
Em 1 de novembro de 2011, o Comedy Central Extra lançou uma versão nacional na Holanda por meio da operadora de cabo Ziggo. Em 15 de janeiro de 2012 foi adicionado à KPN e na UPC Holanda em 1 de abril de 2012. Em 1 de agosto de 2012, o canal foi lançado na Bósnia e Herzegovina, Croácia, Macedônia, Montenegro, Sérvia e Eslovênia.
Em 3 de outubro de 2017, o Comedy Central Extra foi substituído na Hungria por uma versão dedicada do Comedy Central Family.
O Comedy Central Family foi encerrado na Holanda a 31 de maio de 2018. No entanto, alguns de seus programas foram transferidos para o Comedy Central Extra.
Em 14 de julho de 2020, o Comedy Central Extra deixou de transmitir na região do Adriático e foi substituído por uma versão local do Nicktoons.

## Serviçotimeshift
No Reino Unido e na Irlanda, um serviço timeshift chamado Comedy Central Extra +1 (anteriormente Paramount Comedy 2 +1 de 2007 a 2009) foi lançado na Sky em 5 de novembro de 2007. O canal reduziu seu horário de exibição das 21h às 6h em 4 de agosto de 2008, com o lançamento do Nicktoonsters em 18 de agosto de 2008. Em 2 de outubro de 2012, o canal começou a funcionar em tempo integral novamente após o encerramento do Nicktoons Replay. Coincidindo com o encerramento da MTV OMG, MTV Rocks e Club MTV em 20 de julho de 2020, o canal timeshift também foi encerrado como parte dessa mudança, juntamente com os timeshifts para MTV e MTV Music.